# Mama Roma
Pour les articles homonymes, voir Mamma Roma.
La Mama Roma est un cabaret travesti à Liège. Ouvert en avril 1973 par Peter Biskup et Henri Mariette, il ferme en février 2012 à la suite de la mort de ce dernier.

## Historique
La Mama Roma nait de la rencontre, en 1969, de Peter Biskup, un graphiste allemand, et Henri Mariette, un Belge originaire de Visé. Après étudié pendant deux ans à l'Académie royale des beaux-arts de Liège, ce dernier s'est réorienté vers le théâtre et a obtenu le premier prix du Conservatoire royal de la même ville. Ensemble, ils ouvrent le vendredi 13 avril 1973 la Mama Roma, un club privé situé rue des Célestines, dans le quartier du Carré, toujours à Liège,.
À la suite de la mort d'Henri Mariette, la Mama Roma ferme en février 2012,. Peter Biskup meurt quant à lui au début de l'année 2021, à 80 ans. Devenu un fritkot en 2019, le lieu a depuis été racheté par les propriétaires d'un autre café du quartier.

## Le Mama Roma Show
À l'instar des troupes d'autres cabarets travestis tels que le Madame Arthur à Paris, les artistes de la Mama Roma se produisent également sur d'autres scènes : au Forum de Liège, mais aussi au Trocadéro à Paris et à Los Angeles. À la fermeture du cabaret, la troupe continue à tourner sous la forme du Mama Roma Show.

## Artistes
Outre Henri Mariette, de nombreux autres artistes se produisent, pendant un temps au moins, à la Mama Roma. On compte parmi ceux-là : Marie-Rose Clapette (Louis Harzimont), Dani (Varta Dynamo), Hans Dieter, Margot, Croquette (Olivier Nissen), Valentine Deluxe (Benoît Bureau), Lazlo, Peggy Lee Cooper, Poupou et Toto.

## Hommage
Dix ans après la fermeture de la Mama Roma, en février 2022, la Maison Arc-en-Ciel de Liège organise avec Eric Defawes, disc-jockey de 1975 à 1985 et héritier de Peter Biskup, une exposition-hommage au cabaret,,. Les numéros de février, mars et avril du MACazine, la revue qu'elle édite, sont par ailleurs en partie consacrés à la Mama Roma.